# Dean Acheson
Dean Gooderham Acheson (phát âm /ˈætʃɪsən/ ATCH-iss-ən; 11 tháng 4 năm 1893 – 12 tháng 10 năm 1971) là một chính trị gia và luật sư Hoa Kỳ. Là ngoại trưởng Hoa Kỳ dưới thời Tổng thống Harry S. Truman từ 1949 đến 1953, ông đã đóng vai trò trung tâm trong việc xác định chính sách ngoại giao của Mỹ trong suốt Chiến tranh Lạnh. Acheson đã có đóng góp trong việc thiết kế kế hoạch Marshall đồng thời giữ vai trò quan trọng trong việc phát triền chủ thuyết Truman và sáng lập ra NATO.
Quyết định nổi tiếng nhất của Acheson là thuyết phục Tổng thống Truman can thiệp vào chiến tranh Triều Tiên tháng 6 năm 1950. Ông cũng thuyết phục Truman gửi viện trợ và cố vấn hỗ trợ cho quân Pháp ở Đông Dương dù rằng rốt cuộc năm 1968 ông đã khuyên Tổng thống Lyndon B. Johnson đàm phán hòa bình với Việt Nam Dân chủ Cộng hòa. Trong cuộc khủng hoảng tên lửa Cuba, tổng thống John F. Kennedy đã cho triệu tập Acheson để hỏi ý kiến, đưa ông vào uỷ ban chấp hành (EXCOMM), một nhóm cố vấn chiến lược.
Cuối thập niên 1940, Acheson bị công kích mạnh mẽ xoay quanh chính sách của Truman với Trung Quốc và việc Acheson bảo vệ cho những nhân viên Bộ Ngoại giao Hoa Kỳ (ví dụ như Alger Hiss) bị buộc tội trong các cuộc điều tra trong Khủng hoảng đỏ chống cộng sản và Khủng hoảng Lavender chống đồng tính của thượng nghị sĩ Joseph McCarthy và những người khác.